# Фудзігая Йосуке
Йосуке Фудзіґая (яп. 藤ヶ谷 陽介, нар. 13 лютого 1981, Хамамацу) — японський футболіст, що грав на позиції воротаря.
Виступав, зокрема, за клуби «Консадолє Саппоро» та «Гамба Осака», а також молодіжну збірну Японії.

## Клубна кар'єра
У дорослому футболі дебютував 1999 року виступами за команду клубу «Консадолє Саппоро», в якій провів шість сезонів, взявши участь у 85 матчах чемпіонату.
Своєю грою за цю команду привернув увагу представників тренерського штабу клубу «Гамба Осака», до складу якого приєднався 2005 року. Відіграв за команду з Осаки наступні дев'ять сезонів своєї ігрової кар'єри. Більшість часу, проведеного у складі «Гамби», був основним голкіпером команди.
Протягом 2014 року захищав кольори команди клубу «Джубіло Івата».
2015 року повернувся до клубу «Гамба Осака», за який відіграв ще три сезони, проягом яких в основному був резервним голкіпером. Завершив професійну кар'єру футболіста виступами за команду «Гамба Осака» у 2017 році.

## Виступи за збірну
Протягом 2000—2001 років залучався до складу молодіжної збірної Японії. У її складі був учасником молодіжного чемпіонату світу 2001 року.

## Титули і досягнення
- Переможець Ліги чемпіонів АФК: 2008
- Переможець Пантихоокеанського чемпіонату: 2008
- Володар Кубка Імператора Японії: 2008, 2009, 2015
- Володар Кубка Джей-ліги: 2007
- Володар Суперкубка Японії: 2007, 2015
- Чемпіон Японії: 2015

Збірні
- Срібний призер Азійських ігор: 2002